# Hamilton Township (Mercer County, New Jersey)
Hamilton Township ist eine Township im Mercer County. Es liegt unweit östlich von Trenton.
Das U.S. Census Bureau ermittelte bei der Volkszählung 2020 eine Einwohnerzahl von 92.297.
Obwohl Hamilton eines der größten Townships in New Jersey ist, hat es keine wirkliche Downtown, sondern eine Reihe von Siedlungen innerhalb des Townships bilden kleinere kommerzielle Zentren. Groveville (mit einer Einwohnerzahl von 3106 bei der Volkszählung 2020), Hamilton Square (12.679), Mercerville (13.447), White Horse (9791) und Yardville (6965) sind allesamt Census-designated places und unincorporated communities, die innerhalb des Townships liegen.

## Geschichte
Hamilton wurde am 11. April 1842 durch ein Gesetz der Legislative von New Jersey als Township aus Teilen des inzwischen aufgelösten Nottingham Township gegründet. Teile des Townships wurden zur Bildung von des Borough Chambersburg (1. April 1872, kam 1888 zur Stadt Trenton) und des Borough Wilbur (24. April 1891, kam 1898 zur Stadt Trenton) verwendet. Hamilton Township leitet seinen Namen von der Siedlung Hamilton Square ab, das möglicherweise nach Alexander Hamilton benannt wurde.

## Demografie
Laut einer Schätzung von 2019 leben in Hamilton Township 87.065 Menschen. Die Bevölkerung teilt sich 2019 auf in 75,2 % Weiße, 14,9 % Afroamerikaner, 0,1 amerikanische Ureinwohner, 4,4 % Asiaten, 0,1 % Ozeanier, und 2,1 % mit zwei oder mehr Ethnizitäten. Hispanics oder Latinos aller Ethnien machten 15,8 % der Bevölkerung von Hamilton aus. Das mittlere Haushaltseinkommen lag bei 85.463 US-Dollar und die Armutsquote bei 5,6 %. Das Medianalter liegt bei 42,5 Jahren.
| Bevölkerungsentwicklung Bei den Daten handelt es sich um Volkszählungsergebnisse. | Bevölkerungsentwicklung Bei den Daten handelt es sich um Volkszählungsergebnisse. | Bevölkerungsentwicklung Bei den Daten handelt es sich um Volkszählungsergebnisse. | Bevölkerungsentwicklung Bei den Daten handelt es sich um Volkszählungsergebnisse. | Bevölkerungsentwicklung Bei den Daten handelt es sich um Volkszählungsergebnisse. | Bevölkerungsentwicklung Bei den Daten handelt es sich um Volkszählungsergebnisse. | Bevölkerungsentwicklung Bei den Daten handelt es sich um Volkszählungsergebnisse. | Bevölkerungsentwicklung Bei den Daten handelt es sich um Volkszählungsergebnisse. | Bevölkerungsentwicklung Bei den Daten handelt es sich um Volkszählungsergebnisse. | Bevölkerungsentwicklung Bei den Daten handelt es sich um Volkszählungsergebnisse. |  |
| --------------------------------------------------------------------------------- | --------------------------------------------------------------------------------- | --------------------------------------------------------------------------------- | --------------------------------------------------------------------------------- | --------------------------------------------------------------------------------- | --------------------------------------------------------------------------------- | --------------------------------------------------------------------------------- | --------------------------------------------------------------------------------- | --------------------------------------------------------------------------------- | --------------------------------------------------------------------------------- |  |
| Jahr                                                                              | 1940                                                                              | 1950                                                                              | 1960                                                                              | 1970                                                                              | 1980                                                                              | 1990                                                                              | 2000                                                                              | 2010                                                                              | 2020                                                                              |  |
| Einwohner                                                                         | 30.219                                                                            | 41.156                                                                            | 65.035                                                                            | 79.609                                                                            | 82.801                                                                            | 86.553                                                                            | 87.109                                                                            | 88.464                                                                            | 92.297                                                                            |  |

## Infrastruktur
Neben der Hauptstadt des Bundesstaates New Jersey, Trenton, gelegen und die achtgrößte Gemeinde New Jerseys, ist Hamilton Township 65 Meilen (105 km) von New York City und 35 Meilen (56 km) von Philadelphia entfernt. Hamilton liegt auch in der Nähe der meisten Punkte entlang der Jersey Shore. Mit dem Auto ist Hamilton etwa 80 Minuten von New York City und 50 Minuten von Philadelphia entfernt. Die Zugfahrt nach New York ist etwas kürzer als die Autofahrt nach New York, während die Zugfahrt nach Philadelphia etwas länger ist als die Autofahrt nach Philadelphia. Mit fast 90.000 Einwohnern und einer Fläche von 40 Quadratmeilen (100 km²) bietet es einen modernen Bahnhof und Hauptverkehrsstraßen, die durch die Stadt führen.

## Söhne und Töchter der Stadt
- Eddie Gaven (* 1986), Fußballspieler